# تحزيز (جيولوجيا)

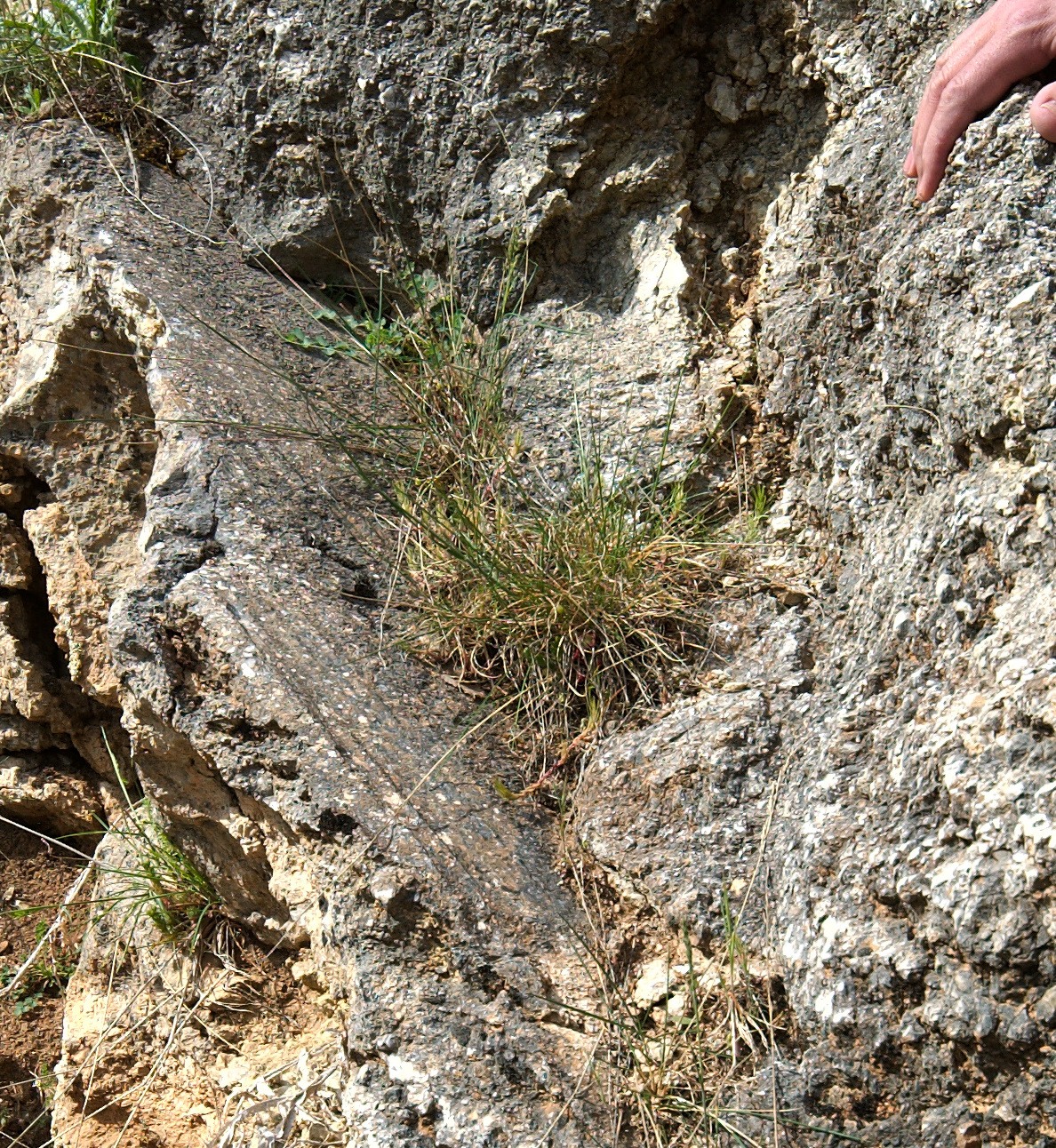
تحزيزات لوحظت في بيلوبونيز، اليونان.

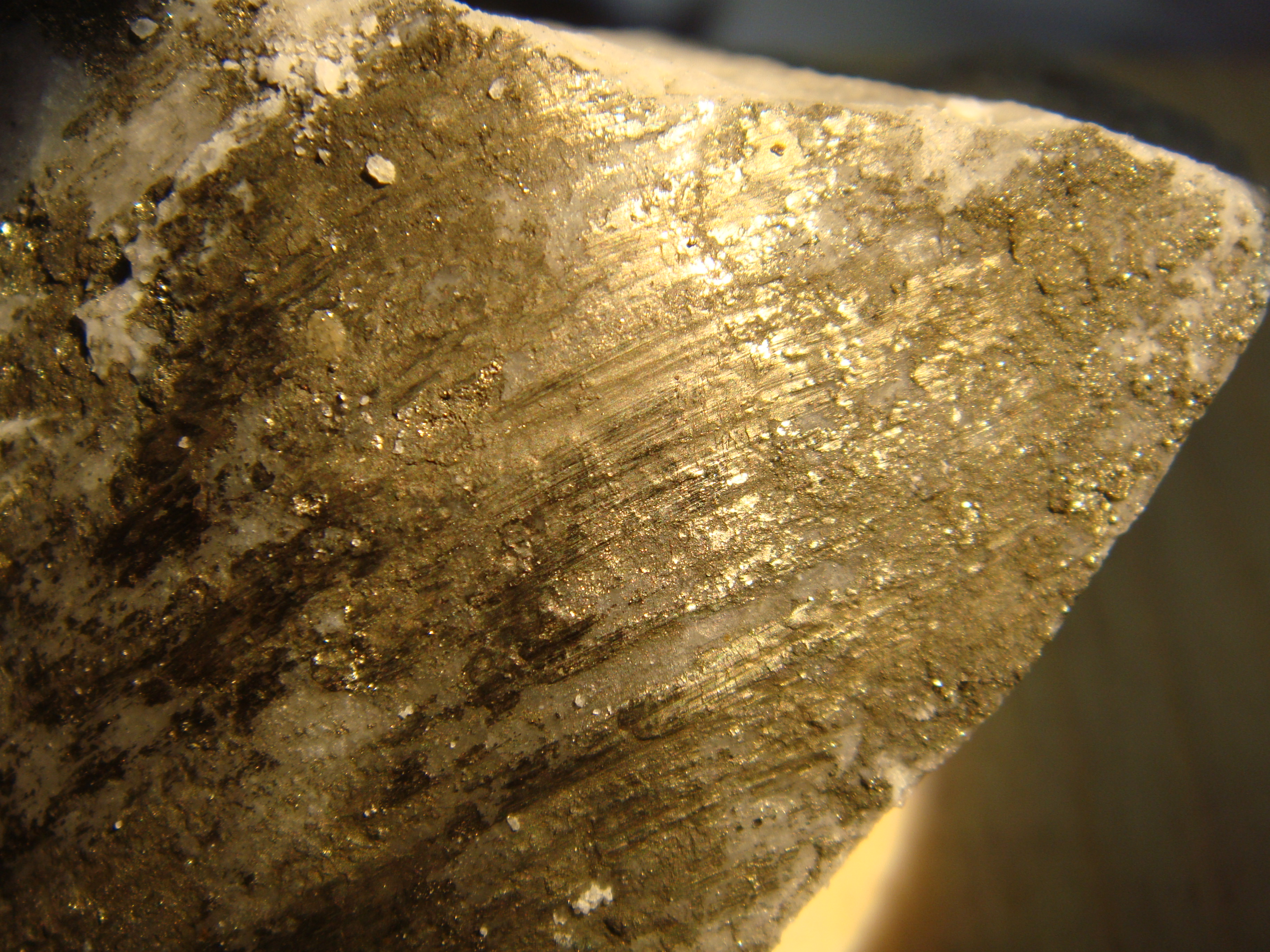
تحزيزات سطح صخري أملس على سطح صدعي مغطى بمعدن البيريت

في الجيولوجيا، يشير مصطلح التحزيز إلى الأخاديد والثلوم الخطية الناتجة عن التحرك الصدعي؛ ويكشف اتجاه التحزيزات اتجاهات الحركة في السطح المستوى المتصدع. ومن الممكن أن تحدث تحزيزات مماثلة مع التجلد.
من الممكن أيضًا أن تكون التحزيزات عبارة عن أنماط نمو تظهر على أسطح معينة لمعادن معينة. وتشمل المعادن التي يمكن أن تظهر بها تحزيزات ناشئة البيريت والفلدسبار والكوارتز والتورمالين والسفاليريت. وتسمى أيضًا بالأخاديد «الشعرية»، فهو عملية تجوية وتعرية تفاضلية يشكل من خلالها حجر صخري مكشوف ومتماسك وخشن الحبيبات مثل الجرانيت أو الصخر الصواني سطحًا مموجًا من الحزوز؛ خاصةً تشكُّل نتوءات ومناطق منخفضة نتيجةً لتأثير موجات الرياح.
التحزيز في علم الجليد:
- في علم الجليد، تتميز الحزوز بأنها عبارة عن نتوءات ضيقة ومستطيلة ومستقيمة ومتحاذية تتألف من الطفل الجليدي، لكنها تتألف أحيانًا من الرمال أو الطين/الطمي. يبلغ ارتفاع الحزوز عادةً عدة أمتار أو أقل فقط، لكن بعضها يبلغ ارتفاعه 10 أمتار (حتى 30 قدمًا)، وقد تمتد طولاً حتى عدة كيلومترات. تتخذ الحزوز اتجاهًا محاذيًا لاتجاه حركة الجليد وتتشكل عندما تتجمع صخور الجلمود على أرضية الركام الجليدي السفلي من خلال الانصهار القاعدي ولا يمكن تحريكها بواسطة الأنهار الجليدية المارة. ثم يتدفق النهر الجليدي عندئذ حول هذه الصخور الجلمودية، مما يؤدي إلى تشكيل فجوات ممتدة في الجليد في اتجاه محاذٍ لتدفق الجليد. تمتلئ هذه الفجوات داخل الجليد عندئذٍ بالطَفل الجليدي المتشرب بالماء والتي تنضغط إلى الفجوات نتيجة معدلات الضغط عالية الكثافة على القاع من النهر الجليدي الفوقي. ومع انحسار النهر الجليدي، تتكشف هذه النتوءات الرسوبية الطويلة ومنخفضة الارتفاع. هذه العمليات الجليدية تمنح التضاريس مظهرًا «حزوزيًا»، وهو الأمر الذي نتج عنه إطلاق اسم «الحزوز» عليها. يمكن في أحيان كثيرة أن تعود الحزوز لتشكل صخورًا جلمودية واحدة أكبر حجمًا مترسخة في الطَفل الجليدي.[1]
- تشكُّل قنوات أو أخاديد ملساء تشبه الجداول نتيجة نشاط النهر الجليدي على جانب التلة الصخرية المواجه لحركة النهر الجليدي مما يعيق

تقدم النهر الجليدي؛ الأخاديد أكبر حجمًا من الثقوب الجليدية ولا تمتد حول التل حتى الجانب المحجوب عن الريح. كذلك يشكل الأخدود
- مجموعات خطوط أو أخاديد ونتوءات انسيابية موازية لاتجاه حركة الجليد، التي تشكل الطفل الجليدي حديث الترسب أو طرح جلمودي أكثر قدمًا. يتراوح ارتفاعها بين سنتيمرات محدودة و25 مترًا، وطولها بين أمتار قليلة وأكثر من 20 كم.

التحزيز فيما يتصل بالنشاط الرسوبي:
- عملية تكون حز من خلال نشاط الحت أو التحزيز لتيار من المياه متدفق عبر سطح طيني
- الأسطح الصخرية ذات النتوءات المدورة أو المتموجة.
- طرح الحز